# Трент Сейнсбъри
Трент Сейнсбъри (на английски: Trent Sainsbury) е австралийски футболист, защитник, който играе за Дзянсу Сунин.

## Кариера

### Сентръл Коуст Маринърс
През 2010 г. Сейнсбъри подписва със Сентръл Коуст Маринърс заедно със Сам Галахър. Трент неговият съотборник Марк Уорън, са избрани да прекарат 2 седмици в Академията на Шефилд Юнайтед като част от партньорството на двата клуба. Неговият дебют за „Маринърс“ е на 24 ноември 2010 г. в равенство с Нюкасъл Джетс, като Сейнсбъри получава похвали от треньора Греъм Арнолд за своето представяне. Трент прави общо 9 участия в първия отбор тази година.
По време на успешната кампания за 2011/12 е обявено, че Сейнсбъри е подписал нов договор за 2 години с отбора. „Маринърс“ печелят А-Лига 2011/12.
След като влиза в първия отбор през сезон 2012 г., Сейнсбъри формира страхотно партньорство заедно с холандския защитник Патрик Звансвийк. Тази двойка централни бранители помага на „моряците“ да си осигурят първото място срещу Уестърн Сидни Уондърърс в последния кръг през 2013 г. Маринърс печелят мача с 2:0 пред 42 102 зрители на стадиона в Сидни. Коментаторът и бивш футболист Марк Бошнич определят Сейнсбъри като играч на мача. Официалната награда е връчена на Даниел Макбрийн. След мача излизат спекулации, че Сейнсбъри е привлякъл сериозен интерес от европейските клубове Саутхемптън, Рода, Базел и Мидълзбро.
През март 2013 г. Сейнсбъри е номиниран за млад играч на годината, но в крайна сметка печели Марко Рохас. Сейнсбъри е обявен за играч на годината на „моряците“ за сезон 2012/13.

### Пек Зволе
Сейнсбъри подписва с ПЕК Зволе от холандската Ередивиси през януари 2014 г. Прави дебют в Ередивиси на 6 февруари 2014 г. в мач срещу Утрехт. ПЕК печели мача с 2:1, но Сейнсбъри трябва да бъде заменен след 72 минути, след като получава болки в коляното след падане. Това го вади от игра до края на сезона.
Неговият клуб печели първия си голям трофей в историята си, като побеждава шампионите от първенството Аякс с 5:1 във финала за купата.
Възстановен от контузията в коляното, Сейнсбъри попада в стартовия състав за първия си мач от сезона – Суперкупа на Нидерландия. Сейнсбъри е част от отбраната, която опазва резултата от 1:0, като осигурява вторият трофей на ПЕК в историята на клуба в рамките на 4 месеца.

### Дзянсу Сунин
През януари 2016 г., Сейнсбъри напуска ПЕК Зволе с трансфер от 1.5 милиона долара и подписва за 3 години с клуба от Китайска суперлига Дзянсу Сунин.

#### Интер
На 31 януари 2017 г. е потвърдено, че Дзянсу Сунин го преотстъпва на Интер Милано до 30 юни 2017 г. Той прави своя дебют на 28 май 2017 г. при победата с 5:2 над Удинезе Калчо в последния кръг от сезона, като заменя Давиде Сантон в последните 20 минути от мача. Така става първият австралиец, който играе за Интер.

## Honours

### Отличия
Сентръл Коуст Маринърс
- А-Лига: 2011/12

ПЕК Зволе
- Купа на Нидерландия: 2014[19]
- Йохан Кройф Шийлд: 2014[20]

### Международни
Австралия
- АФК Купа на Азия: 2015
- АФФ първенство до 16 г.: 2008[21]

### Индивидуални
- Маринърс медал: 2012/13[22]
- А-Лига отбор на сезона: 2012/13
- АФК Купа на Азия играч на мача: Финал срещу Южна Корея 2015
- АФК Купа на Азия Отбор на турнира: 2015[23]